# 유지광
유지광(柳志光, 1927년 4월 21일 ~ 1988년 11월 12일)은 제1공화국 당시 정치 깡패로 활동했던 인물이다. 경기도 이천군 출신으로, 동향 출신 이정재의 인척이자 부하였다. 하지만 이정재는 유지광에게 항상 존댓말을 사용했는데 그 이유인 즉 유지광의 촌수가 이정재보다 한 단계 높았기 때문이다. 이정재의 고모가 유지광의 형과 결혼하여 사돈 관계가 된 것이다.
삼우회와 화랑동지회의 2인자 격이었으며, 1961년 재판에서 혐의를 모두 인정하여 사형에서 무기징역으로, 무기징역에서 다시 징역 15년으로 감형되었다. 복역 중 다시 형이 감형되어 5년 6개월만에 출소했다.

## 생애

### 정치 깡패 활동
1927년 경기도 이천에서 출생하였고, 단국대학교 정치과전문부 3학년 중퇴, 군 장교 출신이다. 한국전쟁이 발발하자 갑종장교로 입대했으며 휴전되자 제대했다. 이정재, 곽영주와 더불어 이천 3인방이기도 한 유지광은 1955년 사돈관계이기도 한 이정재의 권유로 '삼우회'라는 별도 단체를 조직하여 주먹세계에 뛰어들었고, 행동대장으로 활동했다. 이후 이 조직은 '화랑동지회'로 개편하였다.
공공연하게 야당정치인 등 이승만 독재정권에 반대하는 자들에게 테러 등으로 활약하였고, 대표적으로 야당인사들의 대규모 집회이던 1957년 '장충단 야당 집회 방해사건'의 주동자로 활약하였다.
4.19로 이승만 정권의 몰락 후 허정 과도정부와 제2공화국에서 10년 구형받았다.
이후 1961년 5·16 군사정변으로 다시 재조사를 받았으며 가담 죄는 물론이고 자신이 행한 행위까지 타인에게 덮어 씌우면서 진술하는 임화수와는 반대로 유지광은 모든 행위는 자신이 한 행위라고 진술하였다.

### 최후 진술
- 도대체 영화인인 제가 왜 이 자리에 서 있어야 되는지 모르겠습니다. 저는 화랑동지회와는 상관이 없습니다. 화랑동지회는 이정재가 만든 겁니다. (임화수)

- 화랑동지회는 저와는 상관이 없는 단체입니다. (이정재)

- 거짓말입니다. 화랑동지회 신분증이 이정재 명의로 만들어졌는데 상관이 없다는 게 말이나 됩니까? (임화수)

- 형님 정말 이러기입니까? 화랑동지회는 제가 만들었단 것 다 알고 있는 사실 아닙니까? 게다가 4월 18일(4.19 전날) 출동한 것은 형님(반공청년단)이 지시한 일 아닙니까? (유지광)

### 수감과 석방
이정재, 임화수, 곽영주, 신정식, 최인규 등 사형을, 유지광은 처음엔 사형을 언도받았으나, 이후에 혐의사실을 인정하였으므로 정상이 참작되어 무기징역으로 감형되었다.
다시 무기징역에서 15년형으로 감형받다가 5년 6개월간 복역 중에 석방된 이후 1978년에 고향인 이천으로 낙향하여 그곳에서 동부연쇄점이라는 슈퍼를 운영하며 향토발전, 봉사 등에 임하며 여생을 보냈다.

### 사망
1988년 11월 12일 결혼식 주례 도중 갑작스런 심근 경색으로 사망했다. 그의 장례에는 한국 폭력조직들은 물론 대만의 삼합회, 일본의 야쿠자들도 참석하기도 하였다. 그의 자서전으로 '대명'이 있다.

## 저서
- 《대명》

## 유지광을 연기한 배우들
- 송경철 - 《제1공화국》(1982년) MBC 드라마
- 나한일 - 《무풍지대》(1989년) KBS 드라마
- 김지원 - 《대명》(1993년) 영화
- 유태웅 - 《야인시대》(2003년) SBS 드라마